# Storia delle ferrovie in Albania

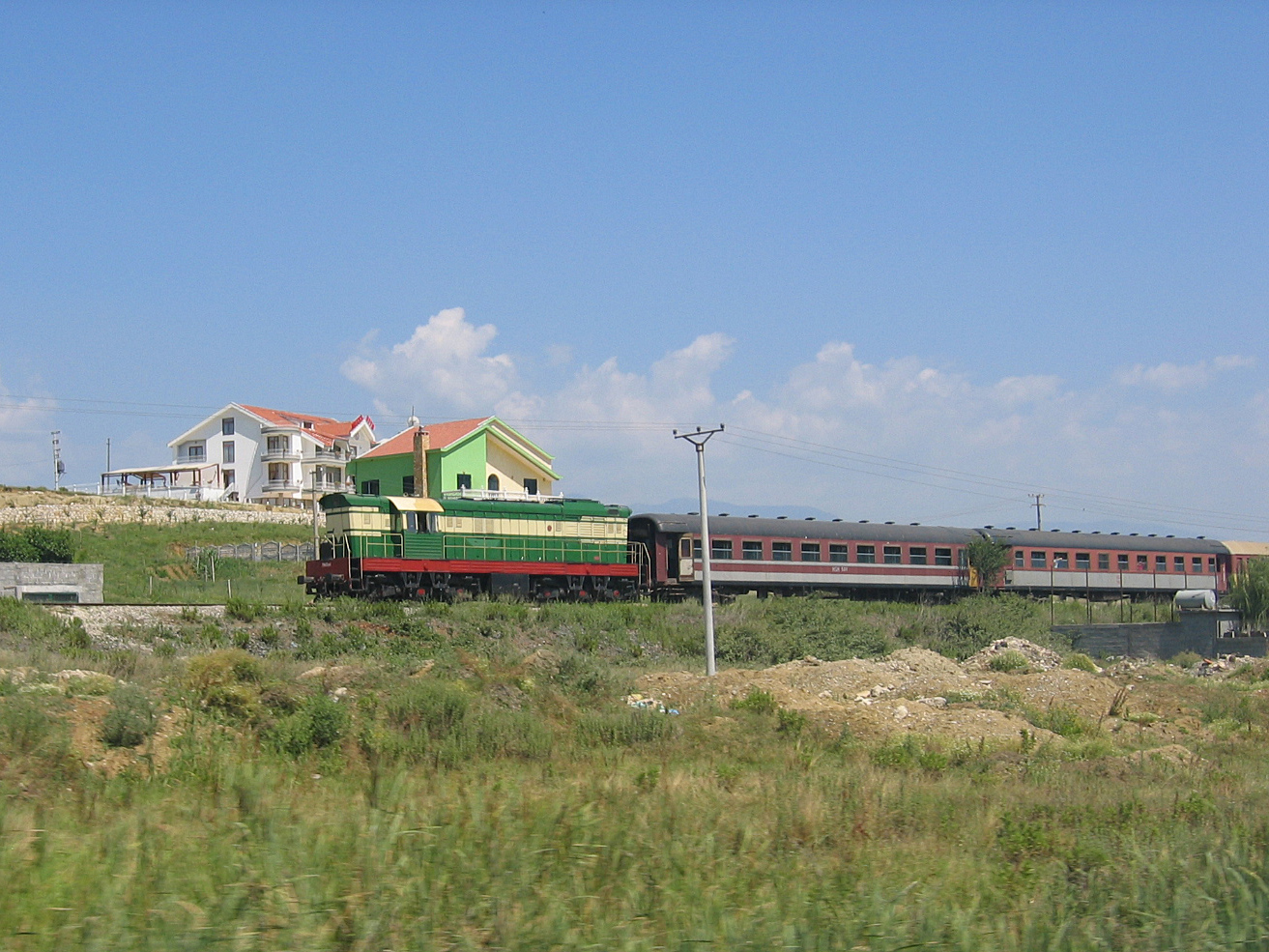
Locomotiva classe T-669 di MSM sulla linea Tirana-Durazzo.

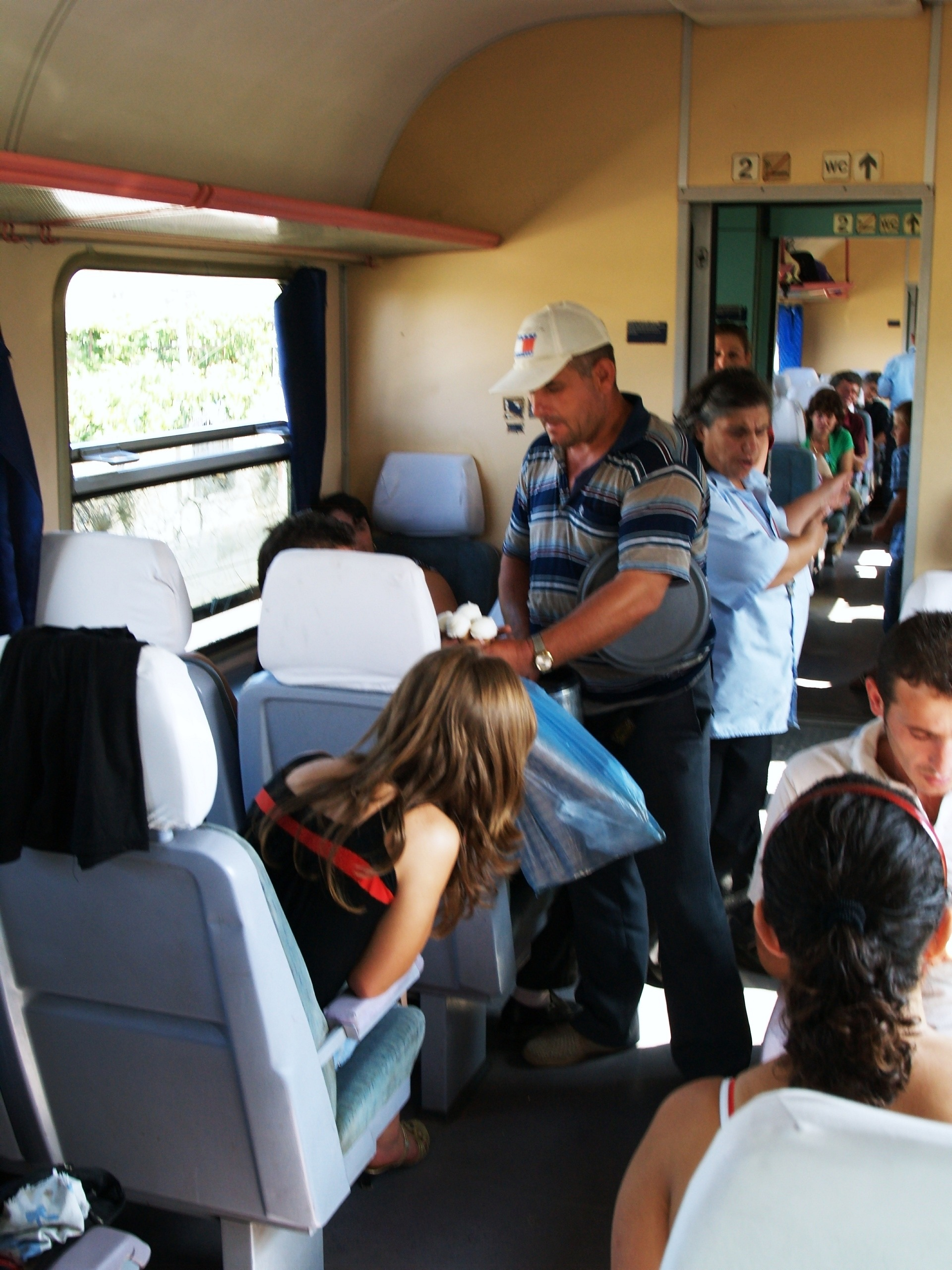
Un venditore di gelati su un treno presso Librazhd

La storia delle ferrovie in Albania risale sostanzialmente alla seconda metà del XX secolo, anche se, in precedenza, erano esistiti tratti di linee ferroviarie a scartamento ridotto, poi distrutti durante la prima e la seconda guerra mondiale.
La prima linea a scartamento normale fu realizzata dopo il 1947, con la nascita della Repubblica Popolare Socialista d'Albania.
Al 2024, il sistema ferroviario albanese ha un'estensione di 423 km a scartamento standard (1435 mm) ed è gestito dall'azienda Hekurudha Shqiptarë (Ferrovie albanesi), conosciuta con la sigla HSH. L'unico collegamento internazionale è con il Montenegro e solo per il trasporto merci.

## Storia

### Dal 1890 alla seconda guerra mondiale
La storia delle ferrovie in Albania iniziò intorno al 1890, con la costruzione di alcune ferrovie a scartamento ridotto realizzate principalmente a scopo militare o minerario.
Nel 1910 si contavano circa 300 km di ferrovie che avevano lo scartamento ridotto di 600 mm e 750 mm. Si trattava, principalmente, di linee di proprietà di compagnie minerarie. Questo sistema ferroviario è stato utilizzato fino alla fine degli anni 1920.
Con l'occupazione del porto di Valona da parte della Regia Marina italiana, nel 1914, ebbe inizio la costruzione di una rete ferroviaria a scartamento ridotto a uso militare nella regione circostante Valona, che fu condotta dal Regio Esercito, e costituita principalmente da due linee ferroviarie di estensione pari a circa 30 km. Una delle due linee risaliva dal porto di Valona verso l'interno, seguendo il corso del fiume Vlaina, affluente della Shushica, toccando un culmine a 120 m s.l.m. in una galleria situata tra la costa e il ponte sulla Shuscica, lungo 227 m e condiviso con la strada carrabile; l'altra si dirigeva invece verso la laguna, dove era stata costruita una base per gli idrovolanti. La rete comprendeva inoltre alcune diramazioni interne alla città e all'area portuale, utilizzate per raggiungere i vari depositi militari. Il servizio era svolto dalla 13ª Compagnia del Genio Ferrovieri. L'occupazione dell'area proseguì fino al 1920; nel 1921 l'Italia abbandonò il territorio albanese e le opere ferroviarie costruite, reimbarcando le sole locomotive.
L'interesse italiano per la regione di Valona tornò pochi anni dopo, nel 1925, non più a fini militari, ma energetici. Già nel 1917, in seguito al ritrovamento di affioramenti di sostanze petrolifere durante la costruzione del ponte sulla Shushica, un ufficiale della Regia Marina aveva infatti dato avvio a una serie di ricerche, con il coinvolgimento di due società italiane, che portarono alla distillazione di circa 30 tonnellate di benzina e nafta. L'operazione fu tenuta segreta almeno fino al 1919, quando il Regno d'Albania ricevette da una società inglese la richiesta di una concessione di ricerca petrolifera; a quel punto Stati Uniti, Francia e Italia esercitarono un'azione di pressione sul governo albanese per evitare che il Regno Unito ricevesse una posizione di monopolio. Nel 1925, l'Albania scelse così di suddividere il proprio territorio in lotti, assegnati in concessione a diverse società europee; il lotto di competenza italiana fu assegnato alle Ferrovie dello Stato, società all'epoca incaricata dallo Stato Italiano per la ricerca degli approvvigionamenti energetici. Le FS sottoscrissero la concessione di ricerca il 12 marzo 1925. Il Governo, tramite il Regio Decreto Legge 1301 dell'8 luglio 1925 ("Istituzione della gestione per lo sfruttamento di terreni petroliferi albanesi"), istituì quindi l'Azienda Italiana Petroli Albanesi (AIPA), dipendente dal Ministero delle Comunicazioni "con inquadramento nell'Amministrazione delle Ferrovie dello Stato".
Il 15 luglio 1926 fu siglata una seconda concessione, che portò il territorio complessivo oggetto di sondaggi a 1640 km²: l'area comprendeva una porzione di territorio costiero a nord di Valona, una zona intermedia tra le valli della Voiussa e della Shushica, e una zona interna collocata lungo il basso corso del fiume Devoli. Fu quest'ultima zona a dare i primi risultati positivi, tra il 1928 e il 1932. Nel 1932 si ebbe la produzione preliminare, con l'istituzione di un campo di estrazione nei pressi di Kuçovë; l'attività estrattiva vera e propria ebbe inizio nel 1935 e proseguì fino al 1942. Le ferrovie a scartamento ridotto assunsero un ruolo fondamentale per i trasporti di macchinari e materiali interni al campo, che fu dotato di una rete ferroviaria di tipo Decauville, con scartamento di 750 mm. La rete era costituita da tre linee con andamento nord-sud, che si univano nell'area centrale del campo e si diramavano nella parte più periferica; una delle tre linee attraversava il fiume Devoli con un ponte.
Il 1 luglio 1940 l'AIPA venne incorporata nell'AGIP, segnando la fine dell'attività delle Ferrovie dello Stato nel settore estrattivo. L'attività estrattiva non venne interrotta, e proseguì a ritmo ridotto anche dopo l'Armistizio di Cassibile dell'8 settembre 1943, che segnò l'inizio dell'occupazione tedesca. Dall'ottobre 1944, con la ritirata dell'esercito tedesco, ripresero sia la produzione, sia gli invii agli impianti ANIC di Bari mediante petroliere. Il personale italiano fu trattenuto in loco dal governo albanese, al fine di proseguire le attività estrattive, fino al termine degli anni 1940; il giacimento fu considerato esaurito e chiuso solamente nel 2016.

### Ripresa del trasporto ferroviario

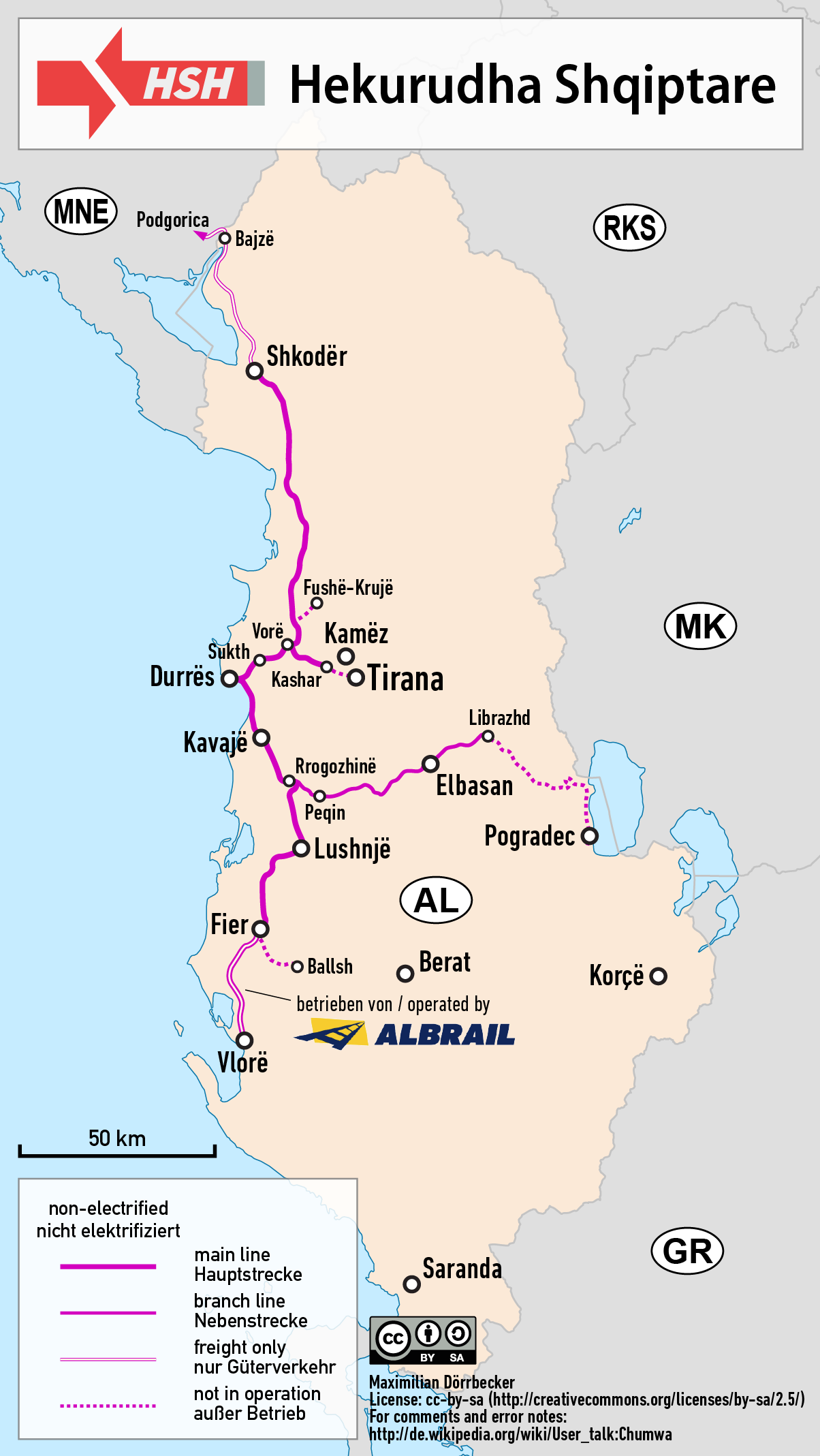
Mappa della rete ferroviaria albanese

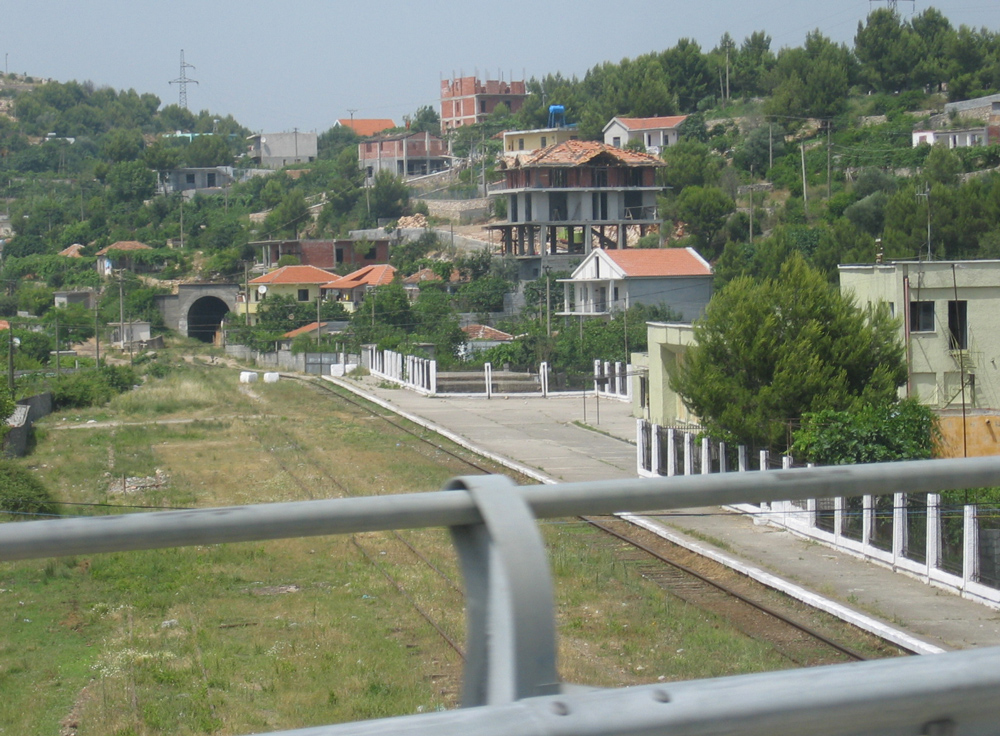
Stazione di Lezhë. Anche se è in condizioni precarie, questa linea è ancora utilizzata dalla Hekurudha Shqiptarë.

#### Sotto il regime comunista
Il 7 novembre 1947, il regime comunista della Repubblica Popolare d'Albania di Enver Hoxha aprì il primo tratto che collegava le città di Durazzo e Peqin. Il regime di Hoxha si impegnò a promuovere il sistema ferroviario albanese, mentre, al contempo, era stato vietato l'uso del trasporto privato. Durante i primi anni di influenza sovietica sul paese, l'Albania iniziò a ricevere macchinari dall'Unione Sovietica e da altri Paesi dell'Europa orientale; nel 1957 arrivò nel paese la prima locomotiva diesel di costruzione cecoslovacca. A partire dal 1960 si intensificarono i rapporti di fornitura dalla Cina.
Tra la fine degli anni sessanta e settanta venne realizzata la prima ferrovia attraverso le zone montagnose del paese, con cui si misero in collegamento le città di Elbasan e Prrenjas.
Il regime di Hoxha tenne l'Albania isolata dal resto del mondo sin da quando ruppe le relazioni con l'Unione Sovietica e con il blocco comunista. Ciò precluse l'ottenimento di pezzi e attrezzature per la manutenzione della rete ferroviaria e dei macchinari; si affidò quindi alla lontana Cina maoista, fino al 1978 quando ruppe le relazioni anche con quest'ultima. La conseguenza fu che, per la manutenzione, la rete dovette affidarsi unicamente al materiale presente in Albania.
Dopo la morte di Hoxha, venne realizzato in Albania, nel 1986, il primo collegamento ferroviario internazionale, con l'allora Repubblica Socialista di Montenegro, facente parte della Repubblica Socialista Federale di Jugoslavia.

#### Dopo la caduta del regime comunista
Negli anni novanta, con la caduta del regime comunista, la situazione delle ferrovie albanesi dovette misurarsi con la grave crisi sociale ed economica che colpì il paese nel 1997 facendo scoppiare una rivolta popolare che portò al saccheggio e all'incendio di treni e stazioni. Nello stesso anno, viene interrotto, con la rimozione delle rotaie, il collegamento ferroviario internazionale tra Albania e quella parte stato dell'ex Jugoslavia che era ormai divenuta la Repubblica di Montenegro. La linea verrà ricostruita cinque anni dopo, nel 2002. Con la caduta del regime, peraltro, l'uso di automobili e autobus è cresciuta notevolmente, nonostante le pessime condizioni in cui versano alcune autostrade del paese. Questo ha portato a una diminuita importanza del mezzo ferroviario nel sistema dei trasporti in Albania, anche per la costruzione di nuove vie di collegamento come la strada che collega Tirana a Durazzo.
Dal 2000 la Hekurudha Shqiptarë non è più un'azienda statale, ma ha assunto la forma giuridica di società per azioni, pur rimanendo di proprietà statale. Dal 2005 hanno fatto l'ingresso nuovi operatori economici nel sistema del trasporto ferroviario albanese.
La rete ferroviaria albanese necessiterebbe di notevoli investimenti. Il parco rotabili è per lo più obsoleto e il governo albanese utilizza soluzioni d'emergenza con acquisizione di materiale rotabile d'occasione proveniente da stati come Germania, Repubblica Ceca e Russia. Il limite di velocità massimo della rete ferroviaria albanese è di 80 km/h e la velocità commerciale è molto bassa; secondo l'edizione 2007 degli orari ferroviari europei "Thomas Cook" ad esempio, un viaggio tra Scutari e Tirana, la cui distanza è di 98 km, richiede una durata di circa 3,5 ore.
Il codice UIC dell'Albania è 41.

### Copertura della rete
| Unknown route-map component "CONTgq" | Unknown route-map component "ABZ+lr" | Unknown route-map component "CONTfq" |

| Unknown route-map component "hbKRZWae" |

| Station on track |

| Unknown route-map component "KINTaq" | Unknown route-map component "ABZglr" | Unknown route-map component "KINTeq" |

| Unknown route-map component "CONTgq" | Unknown route-map component "ABZgr" |  |

| Unknown route-map component "bWBRÜCKE1" |

| Non-passenger station/depot on track |

| Enter and exit tunnel |

| Unknown route-map component "GRZq" | Unknown route-map component "GRZq" + Restricted border on track | Unknown route-map component "GRZq" |

| 24,741 |
| 139,7  |

| Non-passenger station/depot on track |

|  | Unknown route-map component "ABZg+l" | Unknown route-map component "KINTeq" |

| Non-passenger station/depot on track |

| Non-passenger station/depot on track |

| Station on track |

| Unknown route-map component "bWBRÜCKE1" |

| Unknown route-map component "bWBRÜCKE1" |

| Unknown route-map component "bWBRÜCKE1" |

| Station on track |

| Stop on track |

| Stop on track |

| Unknown route-map component "bWBRÜCKE1" |

| Station on track |

| Unknown route-map component "bWBRÜCKE1" |

| Unknown route-map component "hbKRZWae" |

| Unknown route-map component "SKRZ-Au" |

|  | Unknown route-map component "eABZg+l" | Unknown route-map component "exCONTfq" |

| Station on track |

| Station on track |

| Station on track |

| Unknown route-map component "bWBRÜCKE1" |

| Stop on track |

| Unknown route-map component "bWBRÜCKE1" |

| Unknown route-map component "SKRZ-Au" |

| Unknown route-map component "bWBRÜCKE1" |

| Unknown route-map component "bWBRÜCKE1" |

| Stop on track |

|  | Unknown route-map component "ABZg+l" | Unknown route-map component "KINTeq" |

| Station on track |

|  | Unknown route-map component "ABZg+l" | Unknown route-map component "STR+r" |

|  | Straight track | Unknown route-map component "KBHFxe" |

|  | Straight track | Unknown route-map component "exKBHFe" |

| Station on track |

| Unknown route-map component "bWBRÜCKE1" |

| Station on track |

| Unknown route-map component "bWBRÜCKE1" |

| Enter and exit short tunnel |

| Unknown route-map component "STRc2" | Unknown route-map component "xABZg3" |  |

| Unknown route-map component "ABZ+1l" | Unknown route-map component "STRc4" + Unknown route-map component "xABZg+r" |  |

| Non-passenger station/depot on track | Straight track |  |

| Unknown route-map component "xSPLa" | Straight track |  |

| Unknown route-map component "vKBHFe-" + Unknown route-map component "exv-KDSTe" | Straight track |  |

| Station on track |

| Station on track |

| Unknown route-map component "bWBRÜCKE1" |

| Station on track |

| Unknown route-map component "bWBRÜCKE1" |

| Station on track |

| Enter and exit short tunnel |

| Station on track |

|  | Unknown route-map component "ABZgl" | Unknown route-map component "CONTfq" |

| Unknown route-map component "bWBRÜCKE1" |

| Stop on track |

| Station on track |

| Unknown route-map component "eBHF" |

| Unknown route-map component "eHST" |

| Unknown route-map component "EIU" |

| Non-passenger station/depot on track |

| Non-passenger station/depot on track |

|  | Unknown route-map component "eKRWgl" | Unknown route-map component "exKRW+r" |

|  | Straight track | Unknown route-map component "exWBRÜCKE1" |

|  | Straight track | Unknown route-map component "exBHF" |

|  | Straight track | Unknown route-map component "exBHF" |

|  | Straight track | Unknown route-map component "exWBRÜCKE1" |

|  | Straight track | Unknown route-map component "exBHF" |

|  | Straight track | Unknown route-map component "exWBRÜCKE1" |

|  | Straight track | Unknown route-map component "exKINTe" |

|  | Unknown route-map component "ABZgl" | Unknown route-map component "KINTeq" |

| Unknown route-map component "BSTeBHF" |

| Unknown route-map component "bWBRÜCKE1" |

| Non-passenger station/depot on track |

| Unknown route-map component "KINTaq" | Unknown route-map component "xABZgr" |  |

| Unknown route-map component "exDST" |

| Unknown route-map component "exKBHFe" |

|  | Unknown route-map component "STR+l" | Unknown route-map component "CONTfq" |

| Station on track |

| Unknown route-map component "CONTgq" | Unknown route-map component "ABZgr" |  |

| Station on track |

| Unknown route-map component "bWBRÜCKE1" |

| Unknown route-map component "bWBRÜCKE1" |

| Station on track |

| Unknown route-map component "bWBRÜCKE1" |

| Enter and exit short tunnel |

| Enter and exit short tunnel |

| Unknown route-map component "bWBRÜCKE1" |

| Enter and exit tunnel |

| Enter and exit tunnel |

| Unknown route-map component "bWBRÜCKE1" |

| Station on track |

| Unknown route-map component "exKINTaq" | Unknown route-map component "eABZgr" |  |

| Non-passenger station/depot on track |

| Unknown route-map component "KINTaq" | Unknown route-map component "ABZgr" |  |

|  | Unknown route-map component "ABZg+l" | Unknown route-map component "KINTeq" |

| Unknown route-map component "bWBRÜCKE1" |

| Unknown route-map component "KBHFxe" |

| Unknown route-map component "exBHF" |

| Unknown route-map component "exBHF" |

| Unknown route-map component "exbWBRÜCKE1" |

| Unknown route-map component "exTUNNEL2" |

| Unknown route-map component "exbWBRÜCKE1" |

| Unknown route-map component "exbWBRÜCKE1" |

| Unknown route-map component "exBHF" |

| Unknown route-map component "exbWBRÜCKE1" |

| Unknown route-map component "exBHF" |

| Unknown route-map component "exTUNNEL1" |

| Unknown route-map component "exBHF" |

| Unknown route-map component "exKBHFe" |

Il sistema di trasporto per passeggeri di HSH comprende la direttrice Scutari – Milot - Vorë – Durazzo – Rrogozhinë – Elbasan.

## Attività delle ferrovie
| Tratto                          | Data di apertura                                                             |
| ------------------------------- | ---------------------------------------------------------------------------- |
| Durrës - Peqin                  | 7 novembre 1947                                                              |
| Shkozet - Tirana                | 23 febbraio 1949                                                             |
| Peqin - Kraste; Paperr - Cerrik | 22 dicembre 1950                                                             |
| Vorë - Lac                      | 7 maggio 1963                                                                |
| Rrogozhine - Fier               | 13 ottobre 1968                                                              |
| Kraste - Librazhd               | 20 marzo 1972                                                                |
| Librazhd - Prenjas              | 10 marzo 1974                                                                |
| Fier - Ballsh                   | 9 marzo 1975                                                                 |
| Prenjas - Pogradec              | luglio 1979                                                                  |
| Lac - Lezhë                     | aprile 1981                                                                  |
| Lezhë - Shkodër                 | 11 novembre 1981                                                             |
| Shkodër - Hani i Hotit          | 11 gennaio 1985 (trasporto regolare a partire dal 6 agosto 1986)             |
| Fier - Narte                    | gennaio 1985                                                                 |
| Narte - Vlorë                   | 14 ottobre 1985                                                              |
| Milot - Rreshen                 | 1989 (treni per passeggeri a partire dal 7 gennaio 1985)                     |
| Shkodër - Bajzë                 | riaperto dal gennaio del 1996 distrutto nel 1997 durante le rivolte popolari |
| Bajzë - Han-i-Hotit             | riapertura cancellata il 15 novembre 1996                                    |
| Bajzë - Han i Hotit             | riaperto il 6 marzo 1997, ma distrutto durante la rivolta popolare           |
| Bajzë - Hani i Hotit            | riaperto nell'aprile del 2002                                                |
| Shkodër - Bajze                 | riaperto il 6 marzo del 2003                                                 |